# Han gläds över bruden med jublande fröjd
Han gläds över bruden med jublande fröjd är en psalmtext med sju 4-radiga verser författade av Eric Bergquist. I tre av verserna sjungs texten i de bägge sista raderna i repris. Till första och sjunde versen hör en körtext. Den lyder:
|:O, tänk vilken ära, :|
 Ja, sjung halleluja! Halleluja!
|:O, tänk vilken ära, :|
Han älskar en brud såsom mig.
Kören ingår inte i Herde-Röstens särskilda Körregister. Varken psalmen eller kören omnämns av Oscar Lövgren i hans Psalm- och sånglexikon, varför denna text kanske inte ska räknas till de mest uppskattade av Bergquist.

## Publicerad i
- Herde-Rösten 1892 som nr 333 under rubriken "Barnaskap"